# Carcinoma papillifero della tiroide
Il carcinoma papillare della tiroide è il tipo più comune di tumore della tiroide di natura maligna.

## Fattori di rischio
Fra i fattori di rischio si ritrovano l'esposizione a radiazioni ionizzanti.

## Anatomia patologica
Il carcinoma papillare è caratterizzato sia dalla sua  modalità di crescita improntata sulla formazione di papille sia dalle sue tipiche alterazione nucleari.
Le cellule presentano nuclei otticamente vuoti, privi di nucleoli e con cromatina rarefatta (che per il loro aspetto simile a un famoso fumetto vengono definiti "occhi di orfanella Annie").
Tra le altre alterazioni si possono riscontrare pseudoinclusioni ed i corpi psammomatosi (calcificazioni concentriche).
Le principali varianti morfologiche sono la variante follicolare e la variante a cellule alte; altre morfologie più rare sono la variante oncocitica e la variante a cellule "a chiodo di carpentiere o bulletta" (dall'inglese hobnail cells).

## Clinica
Generalmente circoscritto alla tiroide ("carcinoma intratiroideo") anche se ha la tendenza a presentare multipli focolai di tumore. In fase molto precoce può presentarsi sotto forma di un unico focolaio inferiore al centimetro ("microcarcinoma").
Esprime la sua malignità mediante:
- invasione di strutture circostanti la tiroide ("carcinoma extratiroideo")
- metastasi ai linfonodi del collo: questi "grappoli" di linfonodi vengono raggruppati in un compartimento centrale (più vicino alla tiroide) e in un compartimento laterale (più lontano dalla tiroide).
- metastasi ai polmoni e alle ossa (1% dei casi).

La prognosi di questo tumore è ottima anche in presenza di metastasi linfonodali purché trattato adeguatamente.
I fattori prognostici si distinguono in:
a) fattori legati al paziente (età, sesso, familiarità)
b) fattori legati alla neoplasia (istologia, markers biologici, dimensioni, invasività extracapsulare, multifocalità, metastasi linfonodali e metastasi a distanza)
c) fattori legati al trattamento (chirurgia, terapia radiometabolica).
L'età alla diagnosi è un fattore prognostico importante, essendo considerati meno a rischio i pazienti al di sotto dei 45 anni di età. Bambini ed adolescenti presentano in genere una malattia più avanzata con maggiore rischio di recidive, mantenendo però una buona prognosi di sopravvivenza. Il peggioramento della prognosi nei soggetti anziani sembra dipendere dalla maggiore sdifferenziazione che i tumori tiroidei manifestano col passare degli anni, rendendosi così resistenti alle terapie e più aggressivi.
Alcuni studi riportano il sesso maschile come fattore prognostico negativo, ma non ci sono uniformità di vedute su questo punto.
Per quel che riguarda la familiarità, le rare forme familiari di carcinoma papillifero presentano prognosi peggiore rispetto a quelle sporadiche. Tali forme familiari sono la Sindrome di Gardner (poliposi intestinale associata a tumori multipli dei tessuti molli e dell'osso) e la Malattia di Codwen (amartomi multipl, fibrosi cistica polmonare e carcinoma mammario).
L'istologia influenza significativamente la prognosi essendo a mortalità maggiore, nell'ambito dei carcinomi papilliferi, le varianti a cellule alte (81, 9% di sopravvivenza a 5 anni, contro il 96% nella variante classica), a cellule colonnari, follicolare solida e sclerosante diffusa, rispetto all'istotipo papillare classico. Studi sembrano dimostrare che la variante a cellule alte, se associata a tiroidite di Hashimoto, risulta meno aggressiva e con prognosi più favorevole. Inoltre la tiroidite di Hashimoto sembra avere un ruolo protettivo anche sulle altre varianti.
Alcuni markers biologici come RAS, p21, p53, MMP-1, MMP-9, se identificabili condizionano negativamente la prognosi.
Per quanto riguarda le dimensioni del tumore all'atto della diagnosi, numerosi studi concordano nel considerare a rischio maggiore i tumori con diametro maggiore di 4 centimetri (T3-T4).
L'invasione extraghiandolare condiziona negativamente la prognosi, condizionando la radicalità dell'exeresi chirurgica e facendo salire la mortalità fino al 50%.
La multifocalità, cioè il riscontro di microcarcinomi nel lobo controlaterale a quello del tumore principale, è un riscontro frequente, ma non sembrerebbe peggiorare di molto la prognosi.
La presenza di metastasi linfatiche non costituisce, nel caso del carcinoma papillifero, a differenza di quanto avviene per ogni altra neoplasia epiteliale, un sicuro fattore prognostico negativo, vista anche la buona risposta che le metastasi linfatiche in genere hanno alla radioterapia metabolica con radioiodio. Per tale motivo lo svuotamento linfonodale del compartimento centrale non viene eseguito sempre di routine, riservandolo alle forme più aggressive, visti i rischi di ipoparatiroidismo post-chirurgico.
La comparsa di metastasi a distanza è un sicuro elemento prognostico negativo. Polmone, cervello ed osso sono le sedi più colpite.
Una chirurgia radicale migliora sicuramente la prognosi. La terapia radiometabolica, laddove indicata, riduce sensibilmente il tasso di recidive. La terapia ormonale soppressiva viene anche usata ma non ci sono pareri univoci sulla sua utilità.(vedi G.Spriano et al. - Fattori prognostici e risultati terapeutici nel carcinoma differenziato della tiroide in Neoplasie epiteliali benigne e maligne della tiroide - Relazione Ufficiale XCIV Congresso Nazionale della Società Italiana di Otorinolaringologia e Chirurgia cervico-facciale (Lecce,23-26 maggio 2007)

## Diagnosi
L'unica diagnosi di certezza è quella istologica definitiva (postoperatoria), ma sia la citologia (preoperatoria) che l'istologia intraoperatoria (o estemporanea) sono diventate talmente attendibili, da costituire il principale strumento per decidere la terapia chirurgica di tali noduli. Ciò non esclude al 100% che le diagnosi citologica e istologica intraoperatoria, siano esse benigne o maligne, vengano confermate o sconfessate dall'esame istologico.
- Citologia preoperatoria: esame eseguito su un ago aspirato di un nodulo tiroideo. Data la bassa percentuale di errore (in "mani" esperte), una citologia "maligna" papillare è sufficiente per decidere di asportare tutta la tiroide.
- Istologia intraoperatoria: lobectomia parziale comprendente il nodulo sospetto, eseguito durante l'intervento chirurgico, di cui si attende il risultato mentre il paziente è in anestesia al tavolo operatorio. In caso di diagnosi di malignità si asporta la tiroide residua e si esegue linfadenectomia delle stazioni laterocervicale; in caso di benignità, l'intervento ha termine.

La citologia intraoperatoria presenta tuttavia maggiori vantaggi in termini di sensibilità
- Istologica postoperatoria: viene effettuata sul campione chirurgico per stabilire le caratteristiche istomorfologiche della lesione. Esistono numerose varianti del carcinoma papillare: classica, follicolare, solida, tall cell, a cellule oncocitarie, intestinal-type. Le caratteristiche morfologiche nucleari, comuni a tutte le varianti, sono caratteristiche e distintive di tale lesione e permettono da sole di fare diagnosi di carcinoma papillare. Il nucleo presenta un aspetto a vetro smerigliato con rarefazione della cromatina, irregolarità della membrana nucleare (grooves ed incisure "a chicco di caffe") e soprattutto pseudonucleoli, che rappresentano invaginazioni citoplasmatiche che sul piano morfologico bidimensionale ricordano i nucleoli. Le varianti tall-cell e intestinal type presentano una prognosi più sfavorevole.

## Terapia

### Terapia chirurgica
Il carcinoma papillare intratiroideo viene trattato con una tiroidectomia totale, cioè asportando tutta la tiroide senza lasciare residui. Le strutture invase dai carcinomi extratiroidei vanno asportate assieme alla tiroide (più spesso: muscoli, nervo laringeo ricorrente). In caso di diagnosi postoperatoria dopo emitiroidectomia, il paziente deve essere rioperato per asportare l'altra metà tiroide, fatta eccezione per alcuni casi selezionati di microcarcinoma nei quali è sufficiente l'emitiroidectomia. La maggioranza di questi casi può essere trattata con tiroidectomia videoassistita.
In caso di metastasi ai linfonodi del collo, il compartimento invaso va asportato in blocco conservando i muscoli, le arterie, le vene e i nervi (vanno asportati solo se invasi dal tumore). Viceversa se i linfonodi non sono metastatici l'atteggiamento chirurgico è controverso: alcuni asportano preventivamente il compartimento centrale (dato la tendenza a diffondere per via linfatica), altri lo conservano (affidandosi alla radioterapia e per evitare l'ipoparatiroidismo postoperatorio).

### Post-operatoria
Il paziente trattato con tiroidectomia totale viene controllato periodicamente. Per comprendere se la chirurgia ha asportato completamente il tessuto tiroideo, entro 12 settimane dall'intervento, si controlla il livello di Tireoglobulina nel sangue e si esegue una scintigrafia total-body. La tireoglobulina è una "spia" della presenza di cellule tiroidee: nel caso sia indosabile, di cellule tiroidee non ve ne sono, mentre se fosse elevata significa che ne sono rimaste. La scintigrafia total-body consente di identificare dove sono queste cellule: loggia tiroidea o altre sedi (linfonodi, fegato, ecc.). In caso la scintigrafia sospetti o evidenzi un residuo tumorale, si propone la terapia radiometabolica.

### Farmacologica
Nelle forme che presentano mutazione di BRAF V600E è in fase avanzata di studio, con risultati decisamente promettenti, l'utilizzo del farmaco VEMURAFENIB inibitore specifico della chinasi BRAF portatrice della specifica mutazione (V600E).